# Alexandra Nechita

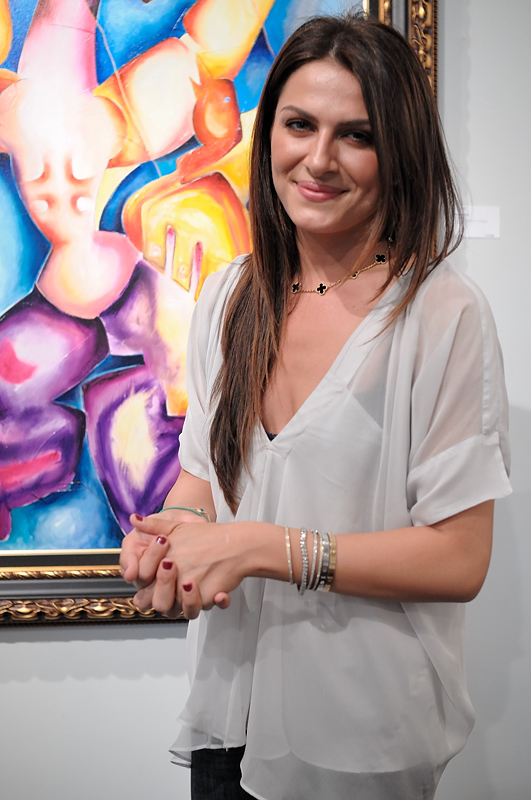
Alexandra Nechita in der Off the Wall Gallery

Alexandra Nechita (* 1985 in Rumänien) ist eine kubistische Künstlerin. Heute lebt sie in Amerika.

## Leben
Ihr Vater Niki wurde in Rumänien geboren und floh 1985, als seine Frau im sechsten Monat schwanger war. Die politische Lage war nicht sicher. Alexandras Talent wurde früh erkannt. Bereits im Alter von zwei Jahren begann sie zu malen und mit sieben Jahren malte sie mit Acryl und Öl.
In einem Interview erklärte ihre Mutter, dass es die größte Herausforderung war sie so zu führen, wie sie es als Kinder wurden. Das Wichtigste war, sie weiter malen zu lassen, wenn sie es wollte, und sie nicht als Genie zu behandeln, sondern als „normales“ Mädchen. Eine wichtige Tradition war es, den Sonntag nur mit der Familie zu verbringen.
Alexandra empfand sich nie als anders. Sie bemerkte, dass sie nur anders malte als alle anderen in der Schule, und hatte es nicht immer leicht und wurde gemobbt. Elmira Adamian war eine lokale Kunstlehrerin und entdeckte das Talent von Alexandra und sie sorgte dafür, dass sie weiter malen konnte, ohne Anleitung und Richtlinien. Alexandra fing mit acht Jahren an, ihre Bilder zu verkaufen, bei einer Ausstellung in der öffentlichen Bibliothek. Damals bekam sie 50 Dollar für ihre Werke.
Heute lebt sie mit ihrem Mann Dimitry Tcharfas und ihrer Tochter in Los Angeles.

## Karriere
Mit acht Jahren war ihre erste Ausstellung. Es war eine Ein-Frau-Ausstellung in einer öffentlichen Stadtbibliothek in Los Angeles.
Alexandra Nechita gewann an große Aufmerksamkeit. Sie regte Die Aufmerksamkeit von Medien, Kritikern und der ganzen Welt auf sich. Von den Medien wurde sie  „Petite Picasso“ genannt.
Bekannt wurde sie als das Wunderkind, das eine eigene Bildsprache auf eine lyrische und abstrakt Weise entwickelte, das einen außerordentlichen Sinn für Farben hatte. Ihre Bilder erhielten eine eigene Persönlichkeit und wurden perfektioniert.
1999 wurde Nechita von der Weltföderation der Vereinten Nationen ausgesucht, eine Global Arts Initiative zu leiten. Es mehr als 100 Nationen daran beteiligt.
Sie setzt sich aktive für die Kunst als Kommunikationsmittel ein und unterstützt Kunst in Schulen als Ausdrucksmittel. Außerdem setzt sie sich für die Möglichkeiten für eine friedliche Konfliktlösung und versucht  die Macht der Gewalt in der Gesellschaft durch Friedenskonsolidierung zu verdrängen.
Im Jahr 2005 wurden von Nechitas entworfenen gesetzlicher Gedenkmünzen mit dem Titel «Frieden ist die einzige Option!» ausgewählt. Sie bestanden aus reinem Gold, Silber und Platin. Die geprägten Entwürfe wurden speziell von Königin Elisabeth II. genehmigt. Die Münzen wurden mit einem Bild von der Königin verziert.
Ebenfalls 2005 wurde dem Volk von Singapur ihr massives 5 m großes Bronzedenkmal mit dem Titel „Let There Be Peace.“ von Nechita überreicht. Nechita schafft insgesamt sieben Denkmäler, eines für jeden Kontinent der Erde.
2008 absolvierte sie  an der UCLA mit dem  Abschluss in der Bildende Kunst.
Ihre  Arbeiten wurden in der ganzen Welt gezeigt. In Rumänien,  in der Schweiz, in den Niederlanden, in Italien, in Frankreich, in England, in Singapur, in Japan und in Neuseeland.
Ihre Kunst befindet sich in verschiedene Museen weltweit, darunter der Vatikanischen Sammlung in Rom.  Oprah Winfrey, Steve Wynn, Debra Messing, Calvin Klein, Whoopi Golberg und David Letterman besitzen ebenfalls Arbeiten von Alexandra Nechita.
Einige Experten kritisieren jedoch dass, Alexandra’s Werk aggressiv kommerzialisiert wurden. Ihre Arbeiten wurden in 150 Kunstgalerien verkauft.
Insgesamt schätzt man, dass sie mehr als 3 Millionen Dollar durch den Verkauf von Gemälden, Lithographien und einem Buch über ihr Leben «Outside the Lines» verdient hat.

## Medien
Im April 2004 nannten Teen People Alexandra Nechita, «Einer von 20 Teens, die die Welt verändern werden!» Wenn die jüngsten Errungenschaften der Künstler ein Indiz dafür sind, hätte Teen People nicht mehr Recht haben können.
Sie wurde für eine Fernsehserie als eine der „Fascinating Women of ’97“ ausgesucht. Sie nahm an einem Sonderprogramm für UNICEF teil um Geld für Kinder zu sammeln und wurde beauftragt die Kunst für die Grammy Awards zu moderieren.

## Auszeichnungen
- 1999 erhielt  sie den Ehrentitel „Botschafterin des Friedens und des Wohlwollens durch die Künste“ von den Vereinten Nationen.
- Nechita wurde zum Official Artist der World Peace Music Awards 2004 ernannt.
- Ehrenbürger von Bukarest 2017

## Museen
- Petit Palais Museum, Geneva, Switzerland
- Tennessee State Museum, Nashville, Tennessee
- Lowe Art Museum, Coral Gables, Florida
- Bowers Museum, Santa Ana, California
- Alexander Brest Museum, Jacksonville, Florida
- The Special Olympics Collection, Washington, D.C.
- Embassies: London, The Hague, Rome, Paris, Geneva
- Downey Museum of Art, Downey, California
- Imperial Collection, His Majesty Emperor Akihito, Tokyo
- Florida International University Art Museum, Miami, Florida
- International Children’s Art Museum, Geneva
- Museum of Contemporary Art, Lake Worth, Florida
- National Academy of Recording Arts & Science, Los Angeles, California
- Pensacola Museum of Art, Pensacola, Florida
- Coral Springs Museum of Art, Florida
- Rock and Roll Hall of Fame, Cleveland, Ohio
- Vatican Collection, Rome
- National Museum of Art, Romania